# Katarzyna Mroczkowska-Brand
Katarzyna Mroczkowska-Brand (ur. 1950) – polska literaturoznawczyni, komparatystka, romanistka, hispanistka historyczka oraz tłumaczka literatury, doktor habilitowana nauk humanistycznych, adiunkt Katedry Komparatystyki Literackiej Wydziału Polonistyki Uniwersytetu Jagiellońskiego. Córka mediewisty, profesora Przemysława Mroczkowskiego.

## Życiorys
Córka Przemysława Mroczkowskiego.
Absolwentka filologii romańskiej na Uniwersytecie Jagiellońskim, gdzie ukończyła studia magisterskie. Obroniła pracę doktorską na University of Rochester w USA. 5 stycznia 2011 habilitowała się na podstawie pracy zatytułowanej Przeczucia innego porządku. Mapa realizmu magicznego w literaturze światowej XX i XXI wieku. Była zatrudniona na stanowisku adiunkta w Katedrze Komparatystyki Literackiej na Wydziale Polonistyki Uniwersytetu Jagiellońskiego.
W marcu 1979 r., w samolocie nad Atlantykiem wpadła na pomysł przełożenia na angielski Cesarza Ryszarda Kapuścińskiego i zobaczyła w nim utwór przetłumaczalny o nośności ponadnarodowej. Wspólnie z amerykańskim tłumaczem Williamem R. Brandem przełożyła na język angielski także dwie inne książki pisarza: Szachinszach (1985) i Jeszcze dzień życia (1986). Ich tłumaczenia odegrały kluczową rolę w popularyzacji twórczości Kapuścińskiego na arenie międzynarodowej.

## Nagrody i odznaczenia
- Nagroda Translatorska dla Tłumaczy Ryszarda Kapuścińskiego (2017) za pierwszy przekład Cesarza na język angielski w 1983[7]